# Potok
 Ovo je glavno značenje pojma Potok. Za druga značenja pogledajte Potok (razdvojba).
Potok je kraći, uži i plići vodotok od rijeke, obično širine korita od nekoliko desetaka centimetara do nekoliko metara, a dubine do dva metra te duljine toka do nekoliko kilometara.
Potoci se oblikuju otjecanjem kišnih voda, topljenjem snijega ili pri izlazu podzemne vode na površinu. Potoci se često ulijevaju u rijeke ili jezera.
Potoci su podijeljeni na stalne i sezonske (povremene), ravničarske i brdske.
Potočna korita prirodnog porijekla obično se malo mijenjaju, ali pod utjecajem određenih uzroka (erozija vododerine, klizišta, potresa) mogu značajno promijeniti svoj položaj, oblik i veličinu. Sezonski (intermitentni) potoci mogu promijeniti korito, pa čak i smjer protoka gotovo svake godine. Većinom promjene smjera korita potoka nastaju pod utjecajem čovjeka.